# Kałmira Bilimbek kyzy
Kałmira Bilimbek kyzy (kirg. Калмира Билимбек кызы; ur. 10 marca 2003) – kirgiska zapaśniczka walcząca w stylu wolnym. Zajęła trzynaste miejsce na mistrzostwach świata w 2023 roku.
Brązowa medalistka mistrzostw Azji w 2023 i 2025 roku. 
Druga na mistrzostwach Azji U-23 w 2022. Druga na MŚ juniorów w 2021 i trzecia w 2023. Druga na MŚ kadetów w 2019 roku.